# Gradi della polizia locale della Campania
I corpi di polizia locale della Campania hanno una tipologia unica di gradi. Ai sensi della legge regionale n.12 del 13 giugno 2003, il Regolamento delle Caratteristiche delle uniformi e dei relativi distintivi di grado e caratteristiche dei mezzi e degli strumenti in dotazione alla polizia locale, proposto dalla Giunta regionale al consiglio regionale è stato approvato nel 2015. Allo stato attuale quindi, le polizie provinciali e le polizie municipali della Campania ai sensi del Regolamento Regionale n°1 del 2015 utilizzano gli stessi gradi e le stesse uniformi.

## I Gradi

### Ufficiali dirigenti
- Generale: Comandante di Polizia locale della città capoluogo di Regione e/o Città Metropolitana;
- Colonnello: Comandante di Polizia locale in posizione dirigenziale;

### Ufficiali funzionari D3
- Tenente Colonnello: distintivo e denominazione che si conseguono dopo 10 anni di anzianità da maggiore e la frequenza di un corso professionale di alta formazione organizzata dalla Scuola di Polizia locale e/o corsi universitari di alta formazione scientifica e/o professionale, in discipline attinenti alla Polizia locale;
- Maggiore: distintivo e denominazione di accesso per il personale inquadrato in categoria giuridica D3 a seguito di procedure concorsuali;

### Ufficiali direttivi D1
- Capitano: distintivo e denominazione che si conseguono dopo 8 anni di anzianità da tenente e la frequenza di n. 2 corsi professionali organizzati dalla Scuola regionale di Polizia locale e/o corsi universitari di alta formazione scientifica e/o professionale, in discipline attinenti alla Polizia locale. Con 10 anni di anzianità nella denominazione di capitano, con il possesso del titolo di studio previsto per l'accesso alla categoria giuridica D3 e con la frequenza di due corsi professionali di alta formazione organizzati dalla Scuola di Polizia locale e/o corsi universitari di alta formazione scientifica e/o professionale, in discipline attinenti alla Polizia locale, si possono conseguire distintivo e denominazione di maggiore. Per la progressione in tale grado è fatto obbligo ai regolamenti degli enti la definizione dei limiti percentuali da calcolarsi sulla consistenza dell'organico effettivo in categoria “D”
- Tenente: distintivo e denominazione che si conseguono dopo 8 anni di anzianità da sottotenente e la frequenza di n. 2 corsi professionali organizzati dalla Scuola regionale di Polizia locale e/o corsi universitari di alta formazione scientifica e/o professionale, in discipline attinenti alla Polizia locale;
- Sottotenente: denominazione e distintivo di accesso;

### Operatori C
- Luogotenente: denominazione e distintivo che si conseguono dopo 2 anni di anzianità da maresciallo capo e la frequenza di n. 1 corso professionale organizzato dalla Scuola regionale di Polizia localee/o da agenzia formativa accreditata in discipline attinenti alla polizia locale.
- Maresciallo capo:denominazione e distintivo che si conseguono dopo 4 anni di anzianità da maresciallo ordinario e la frequenza di n. 1 corso professionale organizzato dalla Scuola regionale di Polizia localee/o da agenzia formativa accreditata in discipline attinenti alla polizia locale;
- Maresciallo ordinario:denominazione e distintivo che si conseguono dopo 4 anni di anzianità da maresciallo e la frequenza di n. 1 corso professionale organizzato dalla Scuola regionale di Polizia localee/o da agenzia formativa accreditata in discipline attinenti alla polizia locale;
- Maresciallo:denominazione e distintivo che si conseguono dopo 5 anni di anzianità da assistente capo e la frequenza di n. 1 corso professionale organizzato dalla Scuola regionale di Polizia localee/o da agenzia formativa accreditata in discipline attinenti alla polizia locale. Per la progressione nel grado è fatto obbligo ai regolamenti degli enti la definizione dei limiti percentuali da calcolarsi sulla consistenza dell'organico effettivo in categoria “C”;
- Assistente Capo:denominazione e distintivo che si conseguono dopo 5 anni di anzianità da assistente e la frequenza di n. 1 corso professionale organizzato dalla Scuola regionale di Polizia locale e/o da agenzia formativa accreditata in discipline attinenti alla polizia locale;
- Assistente:denominazione e distintivo che si conseguono dopo 7 anni di anzianità da agente e la frequenza di n. 2 corsi professionali organizzati dalla Scuola regionale di Polizia locale e/o da agenzia formativa accreditata in discipline attinenti alla polizia locale;
- Agente:denominazione e distintivo di accesso;